# Riesenküppel
Der Riesenküppel ist ein 200,1 m ü. NHN hoher Berg im Spessart bei Freigericht im hessischen Main-Kinzig-Kreis.

## Geographie

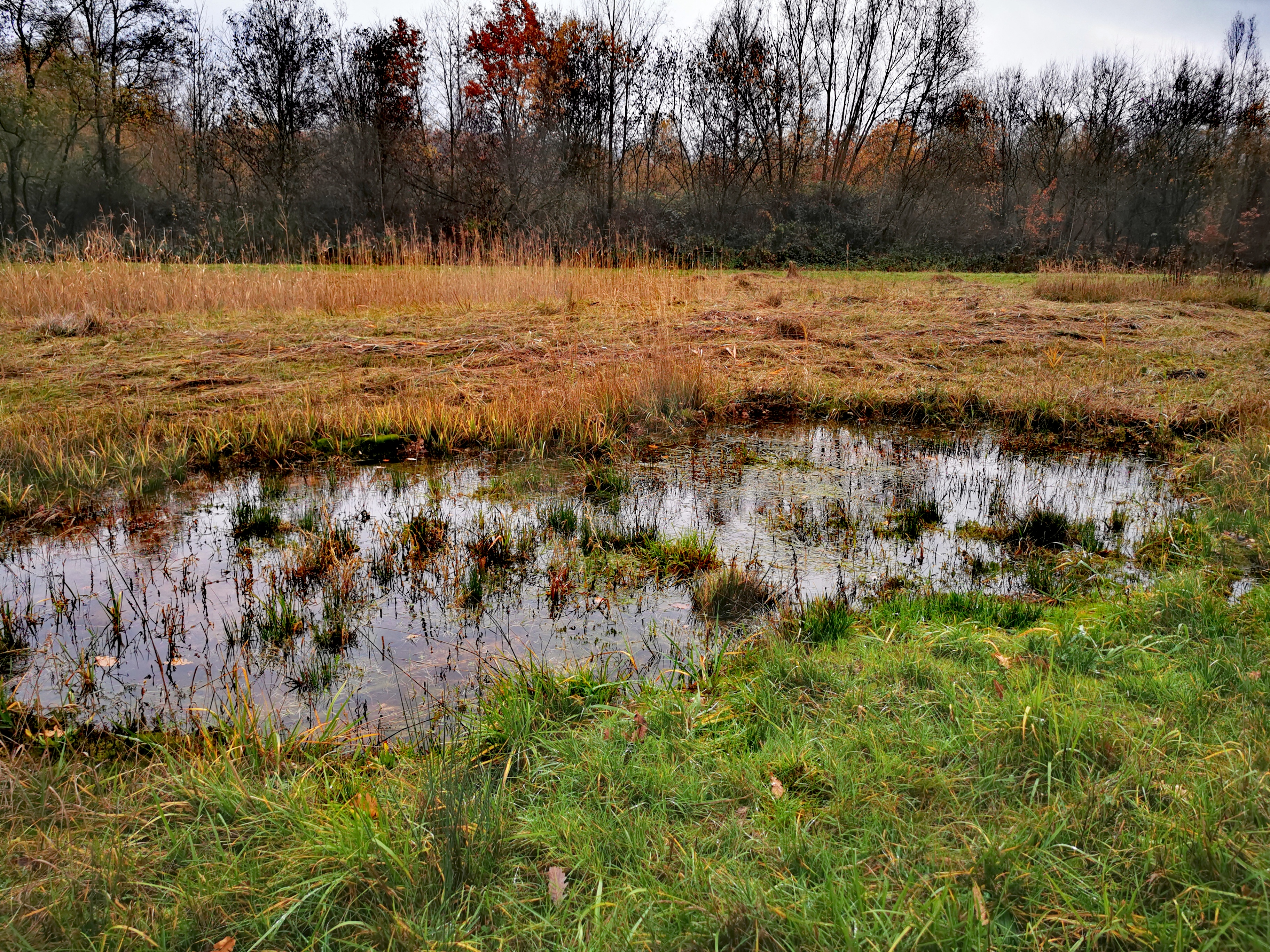
Auf dem Gipfel des Riesenküppels

Der Riesenküppel befindet sich zwischen den Freigerichter Ortsteilen Altenmittlau, Horbach und Neuses. Der Berg liegt vollständig auf der Gemarkung von Altenmittlau. Im Osten des Riesenküppels verläuft der Schnellmichbach, der in Horbach in den Näßlichbach mündet. Dessen Tal begrenzt den Riesenküppel im Norden. Südwestlich befindet sich das Dorf Neuses.

## Geschichte
Zwischen 1904 und 1963 verlief um den Riesenküppel von Neuses über Horbach nach Altenmittlau die Trasse der Freigerichter Kleinbahn. Nach deren Stilllegung wurde die Schiene rückgebaut. Auf ihr führt heute teilweise die Landesstraße 3444 entlang.
Zwischen 1936 und 1937 wurde der Bunkergürtel der Wetterau-Main-Tauber-Stellung errichtet, um das Deutsche Reich vor einem schnellen Angriff von Westen zu schützen, der zur Abspaltung der südlichen Hälfte Deutschlands hätte führen können. Diese Verteidigungslinie verlief auch über den Riesenküppel. Dort kann man verteilt im Wald noch die Ruinen der gesprengten MG-Bunker mit den Nummern 135, 137, 138 und 139 erkennen.

## Sonstiges
- Auf dem Gipfel des Riesenküppels wird ein Sendemast für die Mobilfunkversorgung der Gemeinde Freigericht errichtet.
- Beim geplanten Bau der Ortsumgehung Freigericht / Hasselroth (L 3269 / L 3339) würde der Erdmassenüberschuss am Riesenküppel untergebracht und darauf der Wald neu angelegt werden. Durch den Rückbau der L 3444 zwischen Neuses und Horbach ist eine Verbesserung des Landschaftsteils um den Riesenküppel zu erwarten, da er durch den Wegfall der Zerschneidungswirkungen an die großflächigen Waldflächen im Süden und Osten angebunden werden kann.[1]